# LauncherOne
El LauncherOne és un vehicle de llançament orbital de dues etapes i d'un sol ús desenvolupat per l'empresa aeroespacial estatunidenca Virgin Orbit per cobrir el segment de llançament de satèl·lits artificials petits. Té la particularitat que el coet és llançat des d'un avió en vol, i no des d'una plataforma terrestre.

## Disseny

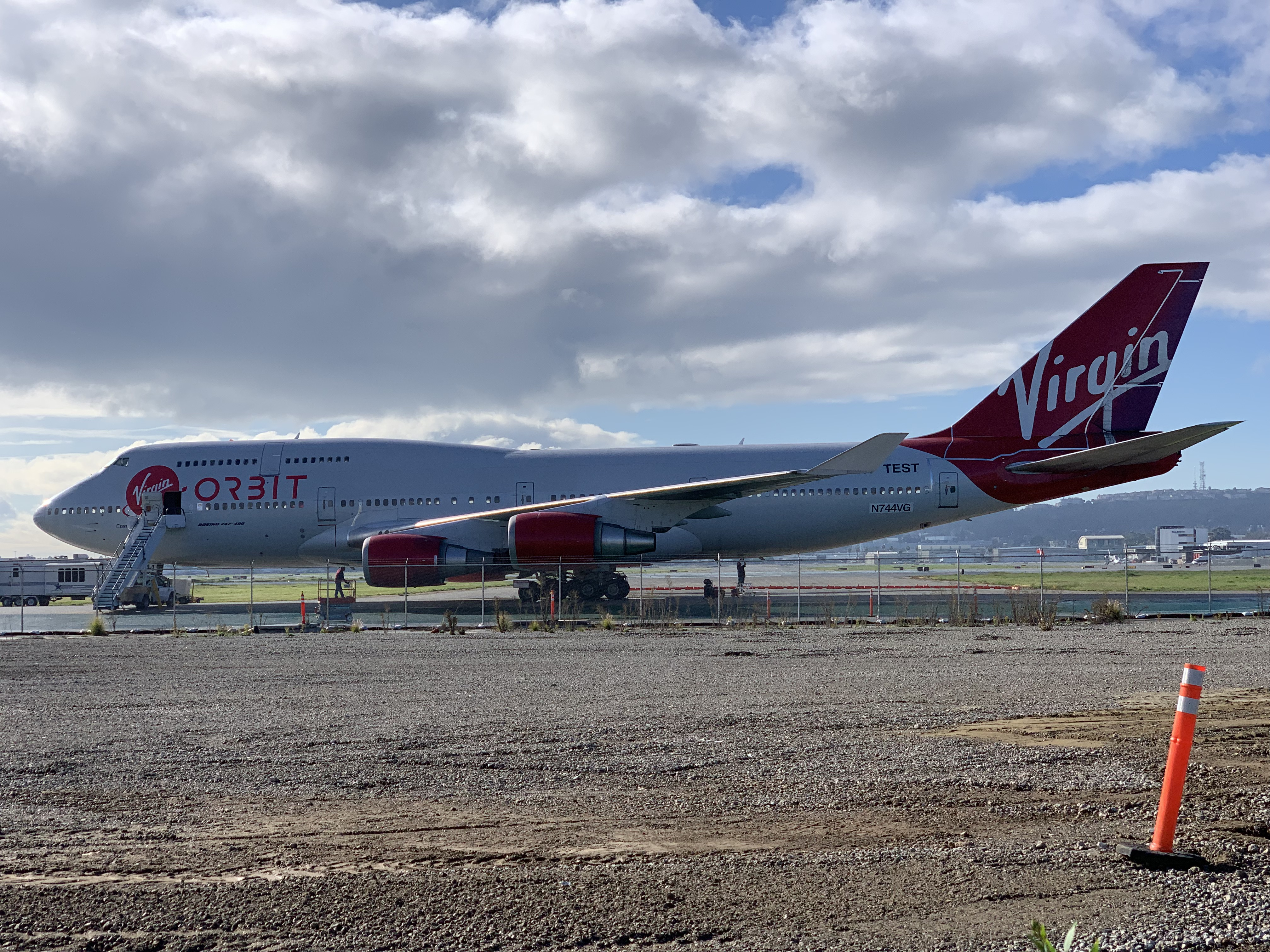
Cosmic Girl l'avió des del qual es llança el coet LauncherOne.

El llançament del coet es realitza en vol des d'un avió Boeing 747-400 modificat anomenat Cosmic Girl, en servei anteriorment amb Virgin Atlantic Airways.

## Llançaments
El primer llançament va ser el 25 de maig de 2020, però la missió va fallar i el coet va ser destruït abans de posar en òrbita la càrrega de prova.
El 17 de gener de 2021 es va produir el segon llançament. En aquest cas la missió va ser reeixida, assolint l'òrbita terrestre i desplegant la càrrega consistent en 10 petits satèl·lits tipus Cubesat, part del programa ELaNa de la NASA.